# خاوی هرناندز (بازیکن فوتبال، زاده ۱۹۸۳)
خاوی هرناندز (انگلیسی: Javi Hernández؛ زادهٔ ۲۰ ژانویهٔ ۱۹۸۳) بازیکن فوتبال اهل اسپانیا است.
از باشگاه‌هایی که در آن بازی کرده‌است می‌توان به باشگاه فوتبال آلکورکون، باشگاه فوتبال سلتاویگو، باشگاه فوتبال دپورتیوو آلاوس، و باشگاه فوتبال رئال اویدو اشاره کرد.